# Dictyneis parvus
Dictyneis parvus là một loài bọ cánh cứng trong họ Chrysomelidae. Loài này được Jerez R miêu tả khoa học năm 1991.